# Szentmiklóssy Andor

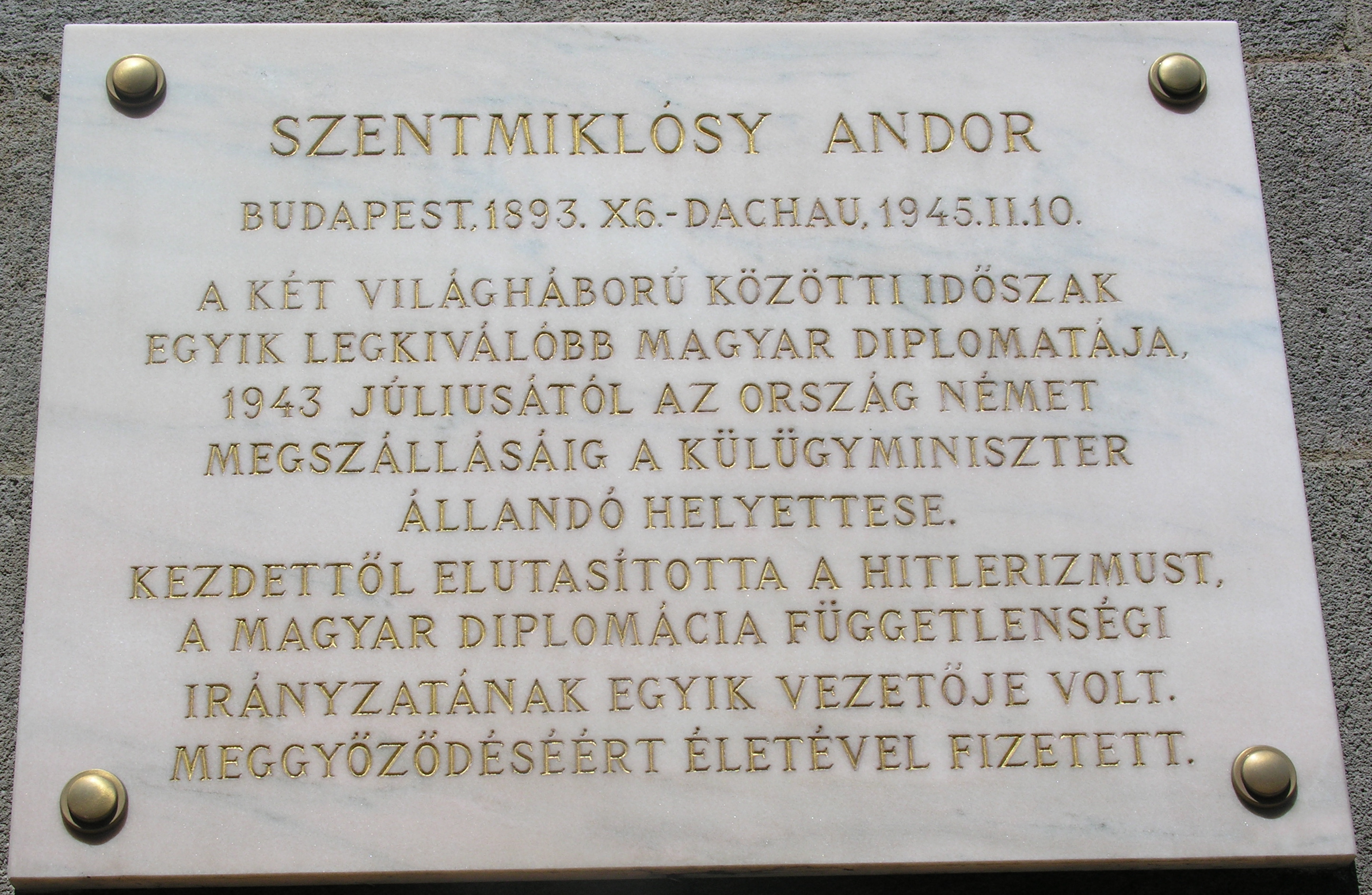
Szentmiklósy Andor emléktáblája, Budapest, II., Ganz utca 1.

Szentmiklósi Szentmiklóssy Andor (Budapest, 1893. október 6. – Dachau, 1945. február 10.) diplomata, I. osztályú követségi tanácsos, 1942 májusától a Külügyminisztérium Politikai osztályának vezetője, 1943 és 1944-ben a külügyminiszter állandó helyettese, a magyar németellenes politikai réteg egyik legjelentősebb alakja.

## Családja
Nemesi családban született, mint korában a magyar politikai elit képviselőinek nagy része. Szülei Szentmiklóssy Jenő és gróf Wickenburg Margit Mária. Felesége Purgly Emil főispán és miniszter leánya, Emília Ludovika Benediktina volt haláláig.

## Diplomataként
Mint a Külügyminisztérium Politikai Osztályának vezetője és később mint külügyminiszter helyettes sok külföldi, magyar és német fél között lezajlott, számunkra jelentős tárgyaláson jelen volt. 1943 áprilisában, mikor Hitler megbeszélésre hívta Horthy Miklóst a kormányzóval tartott és annak kérésére jegyzetet készített, mely máig fennmaradt. Ezen jegyzet egyik fejezetcíme: Magyar álláspont a zsidókérdésben. Az irat megállapítja: „Magyarországon sohasem vonták kétségbe a zsidókérdés összeurópai jellegét, de az egyes szuverén államoknak saját maguknak kell megtalálniuk a megoldás legcélszerűbb módját. Az I. világháború után Magyarország volt az első, amelyik 1920-ban állami intézkedésekkel (numerus clausus) korlátozta a zsidó befolyás szabad kibontakozását, s tette meg az első lépést az intézményes antiszemitizmus útján. Később „az úgynevezett zsidótörvények teljesen kikapcsolták a 800 ezer lélekszámú zsidóságot a szellemi foglalkozási ágakból, ahol tényleges részvételük ma már alacsonyabb, mint százalékszámuk, és még tovább csökken, miután a zsidó utánpótlás nincs megengedve, a kevés meghagyott sorsát pedig a kihalási rendszer szabja meg. A zsidóság a vezető szerepét a magyar gazdasági életben elvesztette.”
Kállay Miklós kormányában külügyminiszter-helyettesi posztot kapta meg és jelentős szerepet vállalt a Kállay-kormány „hintapolitikájának” irányításában is. Miután Hitler Horthyt Klessheimbe rendelte, és kiadta a parancsot a német megszállásra, Szentmiklóssy Andor olvasta fel a kormány tagjainak Ghyczy Jenő levelét, melyben kéri politikustársait, értesítsék feleségét arról, hogy jól van. A történet szerint ez a rövid levél figyelmeztette a Kállay-kormány tagjait, hogy a németek megszállják Magyarországot.
Szentmiklóssy Andor, mint a Kállay-kormány tagja és mint a náci Németország politikáját jelentősen ellenző diplomata, előkelő helyet foglalt el a németek által letartóztatni kívánt felelős beosztású személyek listáján. Így hát a német megszállók letartóztatták és 1945-ben a dachaui koncentrációs táborban hunyt el.